# PlayStation 4
PlayStation 4 (PS4) — це домашня гральна консоль восьмого покоління, розроблена компанією Sony Interactive Entertainment. Презентована як правонаступниця PlayStation 3 під час прес-конференції 20 лютого 2013 року, вона вийшла 15 листопада в Північній Америці, 29 листопада в Європі, Південній Америці та Австралії; і 22 лютого 2014 року в Японії. Вона конкурує з Nintendo Wii U і Switch та Microsoft Xbox One.
Віддаляючись від більш складної Cell-мікроархітектури свого попередника, консоль має процесор AMD Accelerated Processing Unit (APU), побудований на архітектурі x86-64, який теоретично може досягти потужності 1,84 терафлопс; AMD заявили, що це «найпотужніший APU, який був розроблений на сьогоднішній день». PlayStation 4 акцентує увагу на соціальній взаємодії та інтеграції з іншими пристроями та службами, включаючи можливість відтворювати ігри без самої консолі на PlayStation Vita та інших підтримуваних пристроях («Remote Play»), можливість трансляції гри через Інтернет або з друзями (через «Share Play»). Контролер консолі був також перероблений та вдосконалений в порівнянні з PlayStation 3, з покращеними кнопками і аналоговими стіками та інтегрованою сенсорною панеллю. Консоль також підтримує HDR10 з високим динамічним діапазоном відео та відтворення 4K мультимедіа.
PlayStation 4 була випущена для того, щоб заохотити нових гравців перейти зі старої консолі, а критики хвалили Sony за визнання потреб своїх споживачів, за допомогу інді-розробникам. Критики та сторонні студії також високо оцінили можливості PlayStation 4 у порівнянні зі своїми конкурентами; розробники описали відмінності в продуктивності PS4 та Xbox One як «значущі» та «очевидні». Підвищений попит також допоміг Sony досягти найбільших продажів консолі. На жовтень 2019 року PS4 стала другою за продажами домашньою гральною консоллю всіх часів, слідом за PlayStation 2.
7 вересня 2016 року компанія Sony представила PlayStation 4 Pro, нову версію консолі з оновленим графічним процесором і більш високою тактовою частотою процесора для підтримки більшої продуктивності та роздільної здатності 4K на підтримуваних пристроях. Компанія також випустила варіант оригінальної моделі з меншим форм-фактором і випустила патч який додав підтримку HDR для всіх консолей PS4.

## Історія

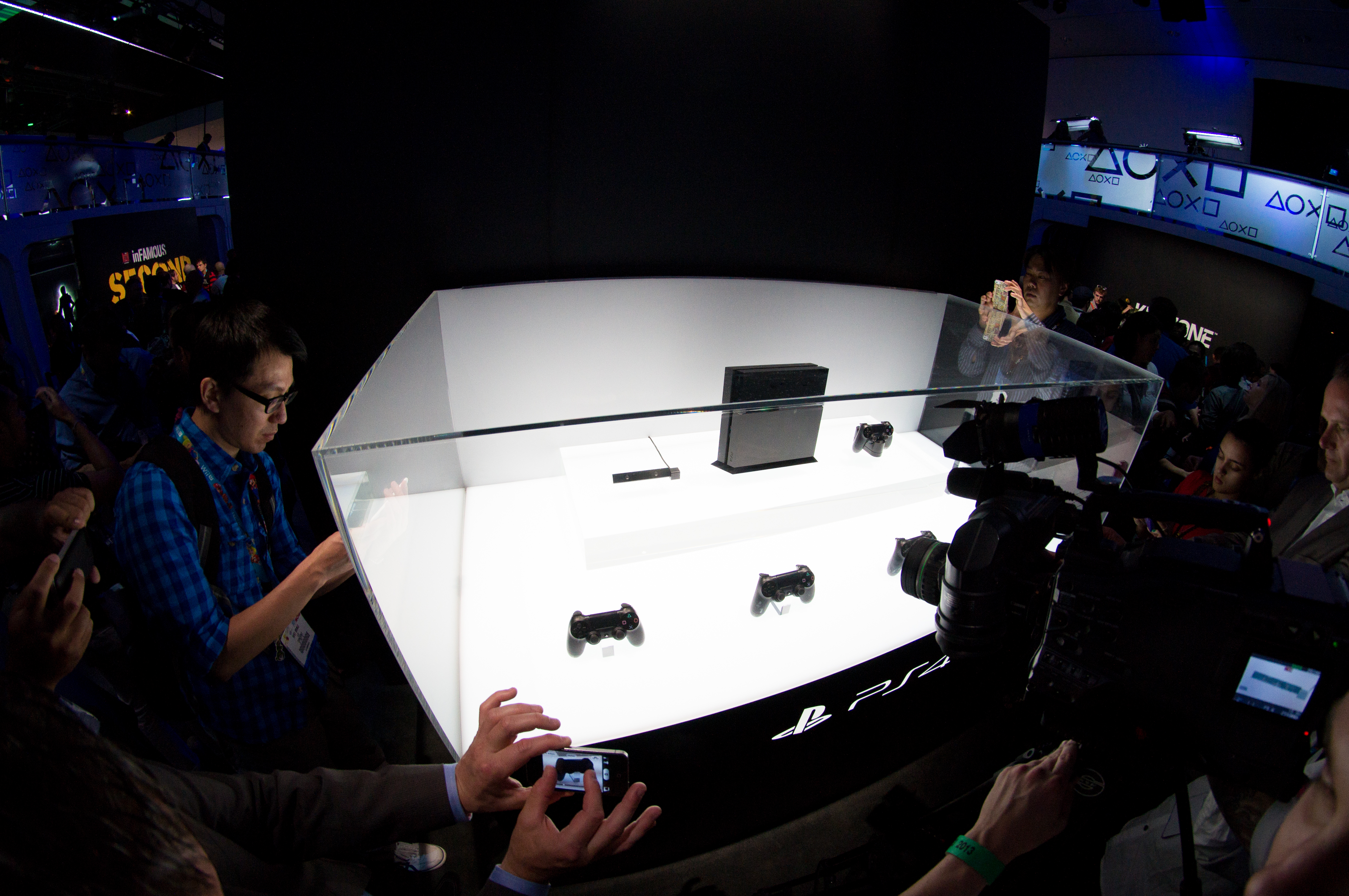
Playstation 4, представлена на E3 2013

За словами провідного директора Марка Черні, розробка четвертої консолі Sony почалася ще в 2008 році. Менше, ніж за два роки до цього, розпочалися продажі PlayStation 3, після місячних затримок через проблеми з виробництвом. PS3 вийшла на рік пізніше за Xbox 360, продажі якої на момент запуску PS3 наближалися до 10 мільйонів одиниць. Генеральний директор PlayStation Europe Джим Раян заявив, що Sony хоче уникнути повторення такої ж помилки з наступником PS3.
При проектуванні консолі, Sony працювала з розробником студії Bungie, який запропонував свої ідеї для контролера, як зробити його кращим для ігор-шутерів. У 2012 році компанія Sony почала поставляти ранню версію консолі для розробників ігор, що складається з модифікованого ПК з чипсетом AMD Accelerated Processing Unit. Ця версія PS4 була відома як «Orbis».
На початку 2013 року компанія Sony оголосила, що 20 лютого 2013 року в Нью-Йорку, США, відбудеться подія, відома як PlayStation Meeting 2013, щоб розповісти про «майбутнє PlayStation». Sony офіційно анонсувала PlayStation 4 на цьому заході. Було сказано про потужність та нові функції консолі. Sony також демонструвала геймплей ігор, які перебували в розробці, а також деякі технічні новинки. Дизайн консолі був представлений в червні на Electronic Entertainment Expo 2013, а початкові рекомендовані роздрібні ціни становили 399 доларів (США), 399 євро (Європа) та 349 фунтів стерлінгів (Велика Британія).
20 серпня 2013 року компанія оголосила дату випуску консолі в Північній Америці, Південній Америці, Європі та Австралії, а остаточні відомості повідомила на прес-конференції Gamescom в Кельні, Німеччина, 20 серпня 2013 року. Консоль вийшла в листопаді 2013 року в США та Канаді, а потім 29 листопада 2013 року в інших країнах. До кінця 2013 року PS4 вийшла у більшості європейських, азійських та південноамериканських країн. PS4 була випущена в Японії 22 лютого 2014 року.
Sony завершила угоду з китайським урядом у травні 2014 року, щоб продавати свою продукцію на материковому Китаї, і PS4 стала першим таким продуктом. Казуо Хірай, генеральний директор компанії Sony, заявив у травні: «Китайський ринок просто величезний, очевидно, що потенційно є дуже великим ринком для відеоігор… Я думаю, що ми зможемо повторити успіх, який ми мали з PS4 в інших частинах світу».
У вересні 2015 року Sony знизила ціну PS4 у Японії до ¥ 34,980. Перший бандл PS4 за 299,99 фунтів стерлінгів «Uncharted Nathan Drake Collection 500GB», випущений у Великій Британії 9 жовтня 2015 року. В той же час, була запропонована версія на 1 Тб за 329,99 фунтів стерлінгів. 9 жовтня 2015 року було оголошено про перше офіційне зниження цін на PS4 в Північній Америці: зниження на $50, до $349.99 (США) і на $20 до $429.99 (Канада). Офіційне зниження цін у Європі відбулося в кінці жовтня 2015 року. Ціни зменшилися до 349,99 євро/299,99 фунтів.
10 червня 2016 року, компанія Sony підтвердила, що в даний час розроблюється нова версія PlayStation 4, яка, за чутками, носить назву «Neo». Нова версія — це покращена модель, яка призначена для підтримки геймплею в 4K. Нова модель буде продаватися разом з існуючою моделлю, і всі ігри будуть сумісними між двома моделями. Лейден заявив, що Sony не планує «розколювати ринок», ті гравці, які грають на Neo, «матимуть такий самий досвід, однак вони будуть грати з вищою роздільною здатністю, з покращеним графічним досвідом, але все інше буде однаковим на обох версіях». Про цю консоль розповіли 7 вересня 2016 року, а офіційною назвою стала PlayStation 4 Pro. У той же час Sony представила оновлену версію оригінальної моделі PS4 меншого форм-фактору.
У травні 2018 року під час презентації інвесторам генеральний директор компанії Sony Interactive Entertainment Джон Кодера заявив, що PlayStation 4 перебуває в кінці свого життєвого циклу, і компанія очікує зниження продажів за рік. Він пояснив, що Sony буде протидіяти очікуваному зниженню попиту, зосередивши увагу на «зміцненні зацікавленості користувачів», включаючи продовження інвестицій в нові ігри та онлайн-послуги для PS4. «Ми використовуватимемо наступні три роки, щоб підготувати наступний крок, щоб в майбутньому ми могли стрибнути ще вище», — додав Кодера в інтерв'ю пресі наступного дня.
Водночас із PlayStation 5, 23 березня 2022 року, на PlayStation 4 з'явилася підтримка української мови інтерфейсу.

## Характеристики
Технічне забезпечення PlayStation 4 схоже на забезпечення, що знаходиться в сучасних персональних комп'ютерах. Це зроблено для того, щоб розробникам було легше і дешевше розробляти ігри для PS4.

### Технічні характеристики

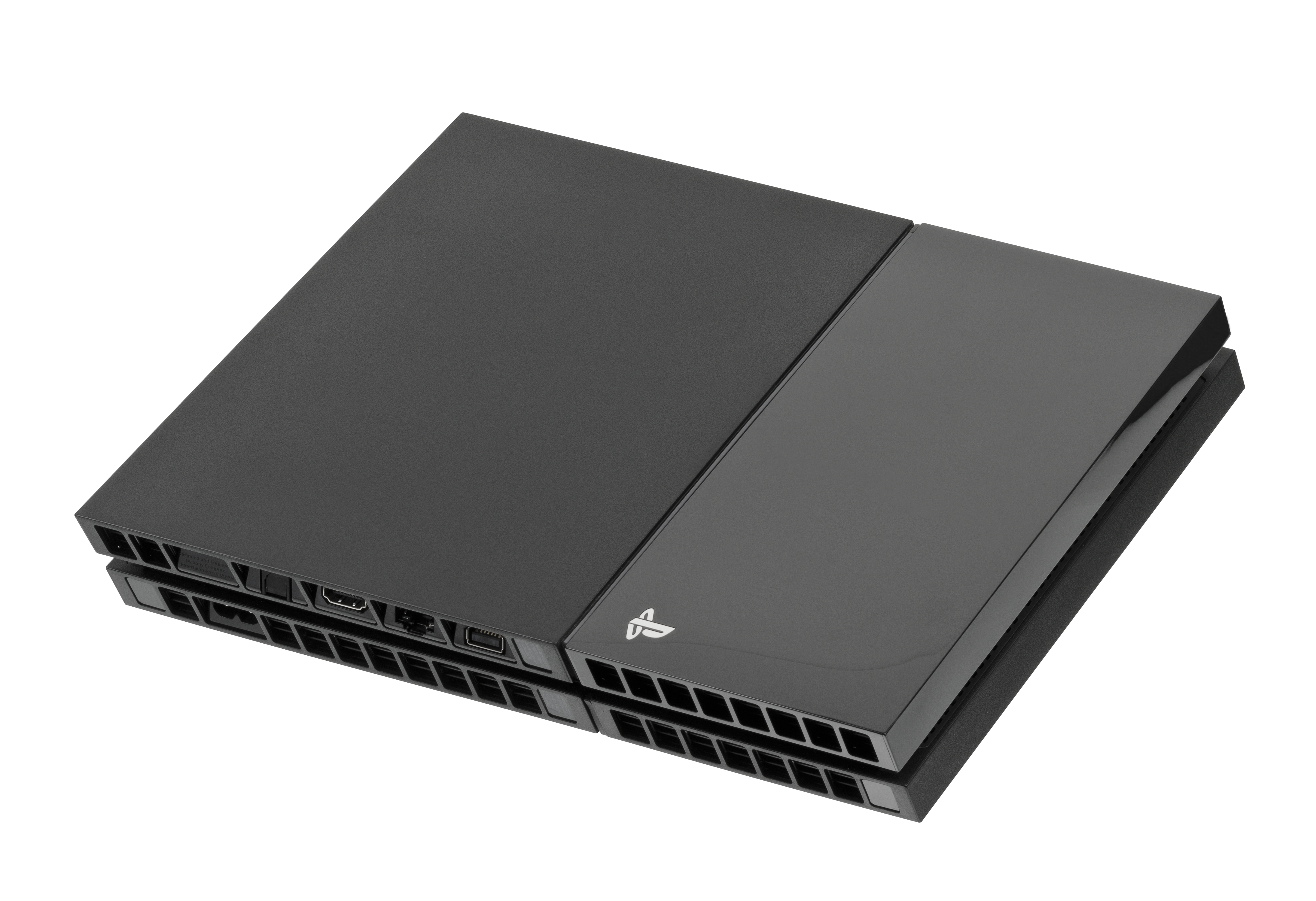
Задня частина приставки з її фізичними підключеннями

У PlayStation 4 використовується процесор Accelerated Processing Unit (APU), розроблений AMD у співпраці з Sony. Він поєднує в собі центральний процесор (CPU) та графічний процесор (GPU), а також інші компоненти, такі як контролер пам'яті та відео-декодер. Процесор складається з двох чотириядерних модулів Jaguar, всього 8 x86-64 ядер, 7 з яких доступні для розробників ігор. Графічний процесор складається з 18 обчислювальних блоків для отримання теоретичної максимальної продуктивності 1,84 Терафлопс. Системна пам'ять GDDR5 здатна працювати на максимальній тактовій частоті 2,75 ГГц (5500 Мбіт/с) і має максимальну швидкість читання 176 Гбіт/с. Консоль містить 8 ГБ пам'яті GDDR5, що у 16 разів більше обсягу оперативної пам'яті в PS3 і, як очікується, дасть консолі значний запас потужності на майбутнє. Консоль також містить ще один чип, який обробляє завдання, пов'язані з завантаженням, та соціальним геймплеєм. Ці завдання можна одночасно оброблятися у фоновому режимі, під час гри, або під час перебування в режимі сну. Консоль також містить аудіомодуль, який підтримує ігровий чат, і 7.1-канальний звук для використання безпосередньо в грі. Всі моделі PlayStation 4 підтримують колірні профілі високого динамічного діапазону (HDR).
PS4 містить оптичний привід, здатний читати Blu-Ray диски зі швидкістю, що вдвічі перевершує його попередника. Оригінальна модель PS4 може виводити відео у форматі 4K, але не підтримує 4K в іграх, через недостатню потужність. Консоль має жорсткий диск на 500 ГБ, який може бути замінений користувачем. Оновлення ПЗ під номером 4.50, випущене 9 березня 2017 року, дозволило використовувати додаткові зовнішні жорсткі диски обсягом до 8 Тб.
У PlayStation 4 є Wi-Fi та Ethernet-з'єднання, Bluetooth та два USB 3.0 порти. Допоміжний порт також розрахований на підключення до PlayStation Camera — камери, яка вперше вийшла на PS3. Монофонічна гарнітура, яку можна підключити до DualShock 4, також входить в комплект. Виведення аудіо/відео включає HDMI TV та оптичний аудіо S/PDIF вихід. Консоль не має аналогового аудіо/відеороз'єму.

## Аксесуари

### Геймпад

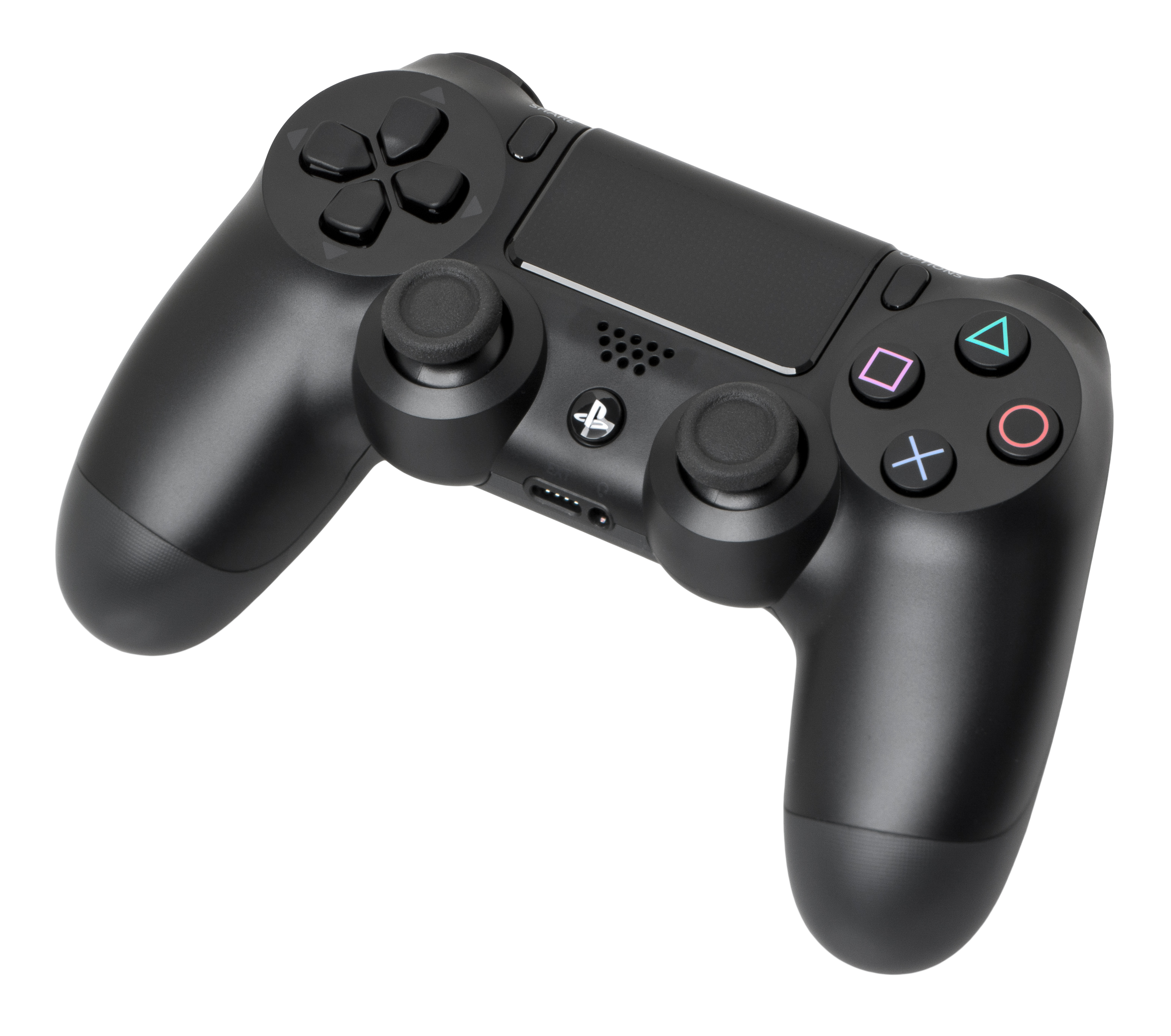
Контролер PlayStation 4

DualShock 4 — основний контролер PlayStation 4; він має дизайн, загалом аналогічний дизайну попередньої версії DualShock, але з додатковими функціями та більш ергономічний. З-поміж нововведень: поверхня аналогових стіків стала вигнута (подібно до контролера Xbox 360), видозмінена форма тригерів та бокових кнопок, кнопкам D-pad можуть натискатися під більшим кутом вниз, щоб розслабити великий палець користувача, а ручки для тримання контролера потовщені і мають мікротекстуру на поверхні, щоб поліпшити тактильні відчуття. Основним доповненням для DualShock 4 є тачпад; він здатний виявляти до двох одночасних дотиків, а також може бути натиснутий як кнопка. Кнопки «Start» і «Select» замінені кнопками «Options» і «Share»; остання призначена для доступу до соціальних функцій PlayStation 4 (включаючи стримінг, відеозапис та знімок екрану). DualShock 4 оснащений незнімним літій-іонним акумулятором, який можна заряджати за допомогою мікро-USB роз'єму. Контролер також має внутрішній динамік і роз'єм для навушників; консоль має в комплекті один навушник.
Система відстеження руху контролера чутливіша, ніж контролера для PlayStation 3. На передній панелі контролера додатково доданий світлодіодний «light bar»; він призначений дозволити аксесуару PlayStation Camera відстежувати його рух, але також може використовуватися для забезпечення візуальних ефектів та зворотного зв'язку в іграх.
Хоча PS4 і DualShock 4 продовжують використовувати Bluetooth для бездротового з'єднання, консоль несумісна з контролерами для PlayStation 3. Винятком є контролери руху PlayStation Move, спочатку випущений для PS3, та офіційно підтримуваний для використання з PlayStation Camera. У жовтні 2013 року Шусеї Йошида заявив у Twitter, що DualShock 4 буде підтримувати базові функції при приєднанні до ПК. У серпні 2016 року компанія Sony представила офіційний бездротовий адаптер USB для DualShock 4, що дозволяє використовувати всю функціональність контролера на ПК. У грудні 2016 року платформа Steam була оновлена, щоб забезпечити підтримку та функціональність контролера DualShock 4 через існуючі API для Steam Controller.
Друга ревізія DualShock 4 була випущена разом з моделями Slim і Pro в 2016 році, і постачається в комплекті з цими консолями. Новий DualShock 4 багато в чому ідентичний оригінальній моделі, за винятком того, що тачпад містить смугу, розташовану вздовж верхньої частини, на якій може світитися світлодіодний індикатор, а контролер може діяти бездротово під час підключення до консолі через USB.
Сторонні розробники мають змогу випускати власні контролери для цієї консолі, з дозволу Sony. Перелік сторонніх контролерів невеликий. Зокрема, в жовтні 2016 було повідомлено про випуск провідних Razer Raiju і Nacon Revolution. Вони підтримують всі функції оригінального DualShock 4, але мають інакшу форму, розташування кнопок, чим дозволяють обрати зручний для кожного гравця варіант. А в січні 2018 надійшов у продаж контролер Hori Onyx, який відрізняється від стандартного іншими габаритами й асиметричним розташуванням стіків. У жовтні 2019 відбувся анонс Razer Raion, орієнтованого на файтинги. Також 17 грудня 2019 було анонсовано доповнення до геймпада під назвою DualShock 4 Back Button Attachment, яке виводить попереду інформацію про налаштування, а позаду містить дві додаткові кнопки.

### Камера

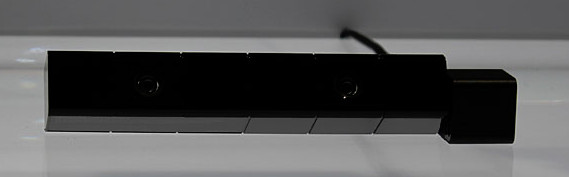
PlayStation Camera

PlayStation Camera є додатковим датчиком руху та камерою для PlayStation 4, подібною до Kinect на Xbox. Містить два об'єктива 1280×800, що має діафрагму f / 2.0, та фокусну відстань 30 см з полем зору 85°. Налаштування подвійної камери дозволяє виконувати різні режими роботи залежно від цілі та запущеної програми. Альтернативно, для створення відеозображення можна використати одну з камер, а іншу — для відстеження руху.
PlayStation Camera також має чотириканальний мікрофон, який допомагає зменшити небажаний фоновий шум і може використовуватися для голосових команд. Завдяки PlayStation Camera, користувачі можуть автоматично входити до системи шляхом сканування обличчя.

### PlayStation VR

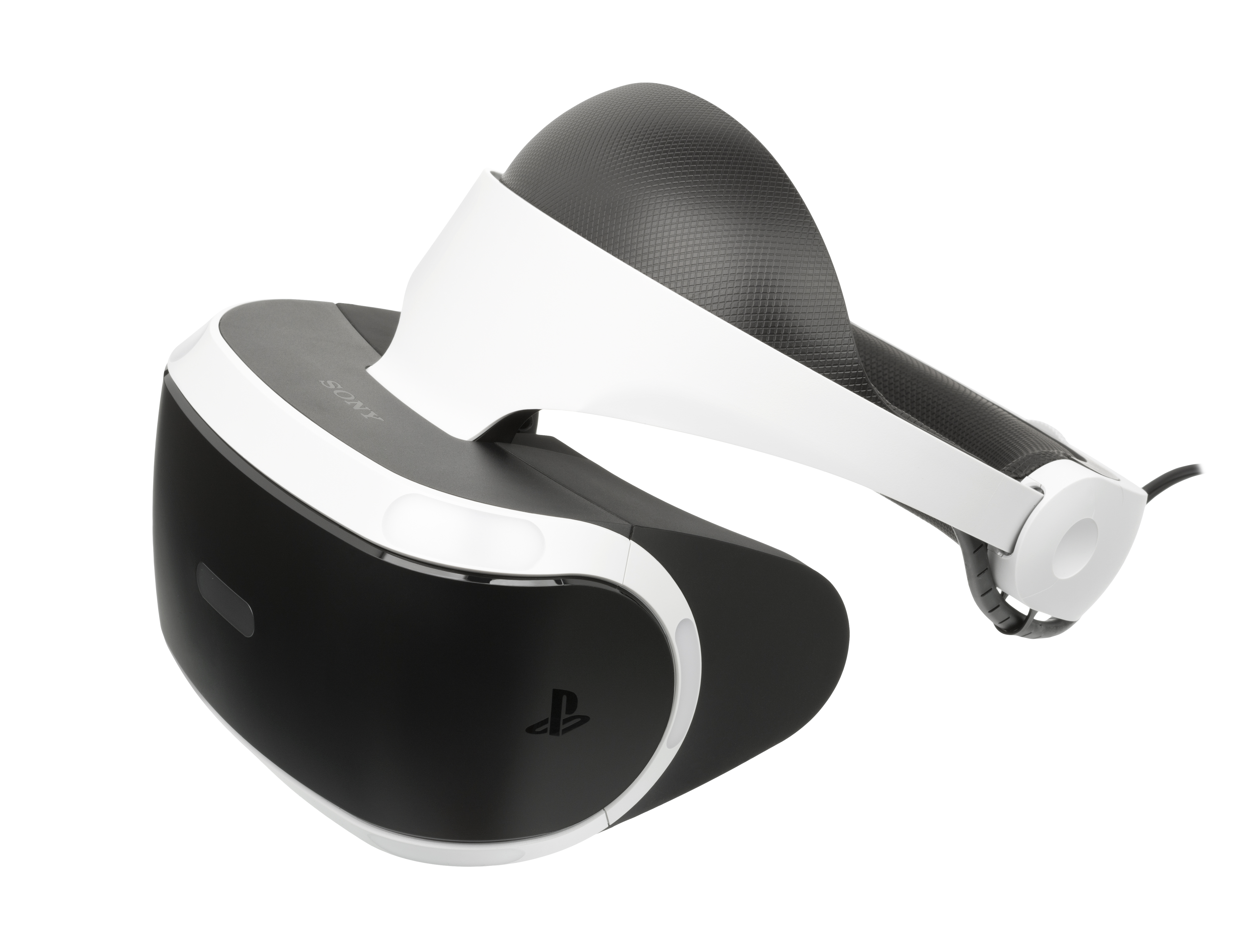
Шолом PlayStation VR

PlayStation VR — це шолом віртуальної реальності для PlayStation 4, він має два дисплеї, кожний по 1080p. Світлодіодні ліхтарі на гарнітурі використовуються PlayStation Camera для відстеження її руху та системи керування, що обробляє 3D звукові ефекти, а також відтворює відео на зовнішньому дисплеї (одночасний перегляд відео гравцем у VR, або формування асиметричної вторинної перспективи). PlayStation VR також може використовуватися з контролерами руху PlayStation Move.

### Миша і клавіатура
Наприкінці липня 2015 року було анонсовано випуск мишки і клавіатури для PlayStation 4 під назвою Tactical Assault Commander 4. Випуск відбувся в листопаді того ж року. Клавіатура не призначена для набору тексту, а має кнопки для стандартного ігрового процесу консолі, такого як переміщення, взаємодія, зміна режимів тощо. Клавіатура підключається через USB, оснащена кнопками-стрілками, хрестовиною, функціональними аналогами кнопок геймпада і тумблерами зміни режимів роботи. Додатково наявні кнопки Snipe для різкого зменшення чутливості миші, Quick і Walk для зміни швидкості руху і стандартна кнопка PlayStation для виклику меню. Передбачає програмування клавіш для швидкого виконання потрібних гравцеві дій.
Миша має симетричну форму з еластичною поверхнею зліва, підключається до клавіатури через інтерфейс USB, має стандартне коліщатко прокрутки, дві основні кнопки і кнопки регулювання чутливості. Підключається до клавіатури, при цьому є можливість використовувати сторонню мишу.
Крім того PlayStation 4 підтримує подібну клавіатуру Tactical Assault Commander Pro і низку спеціалізованих контролерів, таких як кермо чи аркадну панель.

## Програмне забезпечення та сервіси

### Програмне забезпечення PlayStation 4
Операційна система PlayStation 4 має назву «Orbis OS», заснована на модифікованому FreeBSD 9.
Консоль не потребує підключення до Інтернету для використання, хоча при підключенні до нього, доступна більша функціональність. PS4 має веббраузер на базі WebKit, який є послідовником браузера NetFront. Він заснований на тому ж самому сучасному ядрі WebKit, що і Google Chrome та Safari, котре забезпечує високу сумісність із HTML5.
Консоль має новий налаштовуваний інтерфейс меню під назвою «PlayStation Dynamic Menu», що містить різні кольорові теми. Інтерфейс відображає профіль гравця, останні дії, сповіщення та інші деталі, такі як розблоковані трофеї. Підтримує декілька акаунтів користувачів з їх власними паролями. Кожен акаунт гравця має можливість поділитися своїм справжнім ім'ям із друзями або використовувати псевдонім у інших ситуаціях, коли важлива анонімність. Профіль Facebook може бути підключений до облікового запису PlayStation Network, що полегшує контакт з друзями. За замовчуванням, на головному екрані відображається вміст у режимі реального часу від друзів. Стрічка активності «Що нового» містить медіа-контент, нещодавно запущені ігри та інші сповіщення. У рамках інтерфейсу доступні послуги від сторонніх служб, таких як Netflix та Amazon Video. Багатозадачність доступна під час геймплею, наприклад, відкриття браузера, або керування чатом, а перемикання між програмами здійснюється шляхом подвійного натискання кнопки «PS».
Камера PlayStation або мікрофон дозволяють користувачеві керувати системою за допомогою голосового введення. Гравці можуть управляти інтерфейсом, щоб почати гру, зробити скріншоти та зберігати відео. Говорячи «PlayStation», користувач запускає голосовий контроль, а «Всі команди» відображає список можливих команд.
PS4 має функцію «Rest mode». Ця функція переводить консоль в малопотужний режим, дозволяючи користувачам негайно відновити свою гру або додаток після того, як ввімкнути консоль. Система також може завантажувати ігри та оновлення ОС через Інтернет.

### Мультимедійні функції
Системне програмне забезпечення PlayStation 4 підтримує відтворення Blu-ray та DVD дисків, а також 3D. Програвання CD диска не підтримується, але користувацькі музичні та відеофайли можна відтворювати з серверів DLNA та USB-накопичувачів за допомогою програми Media Player.

### PlayStation Network
PlayStation 4 дозволяє користувачам отримувати доступ до безкоштовних і преміум-планів PlayStation Network (PSN), включаючи PlayStation Store, підписку на PlayStation Plus, PlayStation Music, що працює від Spotify, і службу підписки на PlayStation Video, яка дозволяє власникам орендувати або купувати телевізійні шоу та фільми. Експериментальна послуга в режимі онлайнового телебачення в США, відома під назвою PlayStation Vue, розпочала бета-тестування наприкінці листопада 2014 року. Sony має намір розширювати та розвивати свої послуги, які вони пропонують протягом життя консолі. На відміну від PS3, PlayStation Plus потрібний для доступу до онлайну в більшості ігор; ця вимога не застосовується до безкоштовних ігор.

### Другий екран і віддалене відтворення
Смартфони та планшети можуть взаємодіяти з PlayStation 4 як другий екран, а також запустити консоль зі сплячого режиму. Смартфон Sony, планшет або PlayStation Vita можна використовувати для потокового відтворення геймплею з консолі на цей пристрій, що дозволяє грати в ігри віддалено від дому. Sony має амбіції зробити всі ігри PS4 відтворюваними на PlayStation Vita. Розробники можуть додавати специфічні елементи керування PS Vita для використання через Remote Play. Ця функція була пізніше розширена, щоб забезпечити функцію віддаленого відтворення відео з PS4 на комп'ютерах з Microsoft Windows і Mac OS. Оновлення, випущене в квітні 2016 року, дозволяє використовувати функцію Remote Play на комп'ютерах під керуванням Windows 8.1, Windows 10, OS X Yosemite та OS X El Capitan. Дистанційне відтворення підтримує параметри роздільної здатності 360p, 540p і 720p (1080p доступно на PS4 Pro), варіанти частоти кадрів 30-60 FPS, а DualShock 4 можна підключити через USB.
Додаток PlayStation дозволяє мобільним пристроям з iOS та Android взаємодіяти з PlayStation 4 зі свого пристрою. Користувач може використовувати цю програму для придбання ігор PS4, дистанційно завантажувати їх та дивитися трансляції інших гравців.

## Соціальні можливості
Sony зосереджує увагу на соціальних аспектах, як головній особливості консолі. Хоча PS4 покращила соціальну функціональність, ці функції є необов'язковими і можуть бути відключені.

### Створення спільнот
Користувачі мають можливість створювати або приєднуватися до спільнот на основі особистих інтересів. Спільноти включають дошку обговорень, досягнення та ігрові кліпи, якими діляться інші учасники, а також можливість приєднуватися до групового чату та запускати спільні ігри. Sony заявила, що «спільнота гравців — хороший спосіб спілкуватися з однодумцями, особливо, коли ви хочете зробити великий мультиплеєрний рейд, але не маєте достатньо друзів».

### Спільний доступ до медіа
Контролер DualShock 4 має кнопку «SHARE», що дозволяє гравцеві переглянути останні 60 хвилин записаного геймплею, щоб зробити скріншот або відеокліп, придатний для спільного використання. Медіа контент без перешкод завантажується з консолі іншим користувачам PSN або сайтам соціальних мереж, таких як Dailymotion, Facebook, Twitter і YouTube, або ж користувачі можуть копіювати медіа на USB накопичувач та завантажувати їх у соціальну мережу або вебсайт, на їхній розсуд. Гравці також можуть використовувати безкоштовну програму для редагування відео — ShareFactory, щоб вирізати та склеювати фрагменти відео, додавати власну музику або голосовий коментар із ефектами зеленого екрана. Подальші оновлення містять додаткові параметри, такі як картинка в картинці, можливість створювати колажі та анімовані GIF-файли.

### Пряма трансляція (стримінг)
Геймери можуть дивитись в реальному часі гру інших гравців, як їхні друзі грають на PS4 з камерою та мікрофоном, або транслювати власний геймплей безпосередньо через DailyMotion, Twitch, Ustream, Niconico, або YouTube Gaming, що дозволяє друзям та членам громадськості переглядати та коментувати їх з інших веббраузерів та пристроїв.

### Спільна гра
Спільна гра (Share Play) дозволяє користувачам запрошувати своїх друзів, щоб вони могли грати вдвох за допомогою стримінгу, навіть якщо у них немає копії гри. Користувачі можуть повністю передавати контроль над грою віддаленому користувачеві або брати участь у кооперативному мультиплеєрі. Марк Черні стверджує, що віддалений доступ до гри особливо корисний, якщо гравець зіткнувся з перешкодою для перемоги. «Ви навіть можете побачити, коли ваш друг знаходиться у біді і зайти через мережу, щоб взяти на себе контроль і допомогти йому у складному моменті гри», сказав він. Спільна гра вимагає підписки на PlayStation Plus і може використовуватися лише одну годину за раз.

## Версії
Випущено різні моделі PlayStation 4: оригінальна, Slim і Pro. Новіші моделі додавали або видалили різні функції, а також, кожна модель має варіанти консолі з обмеженим тиражем.

#### PlayStation 4 Slim

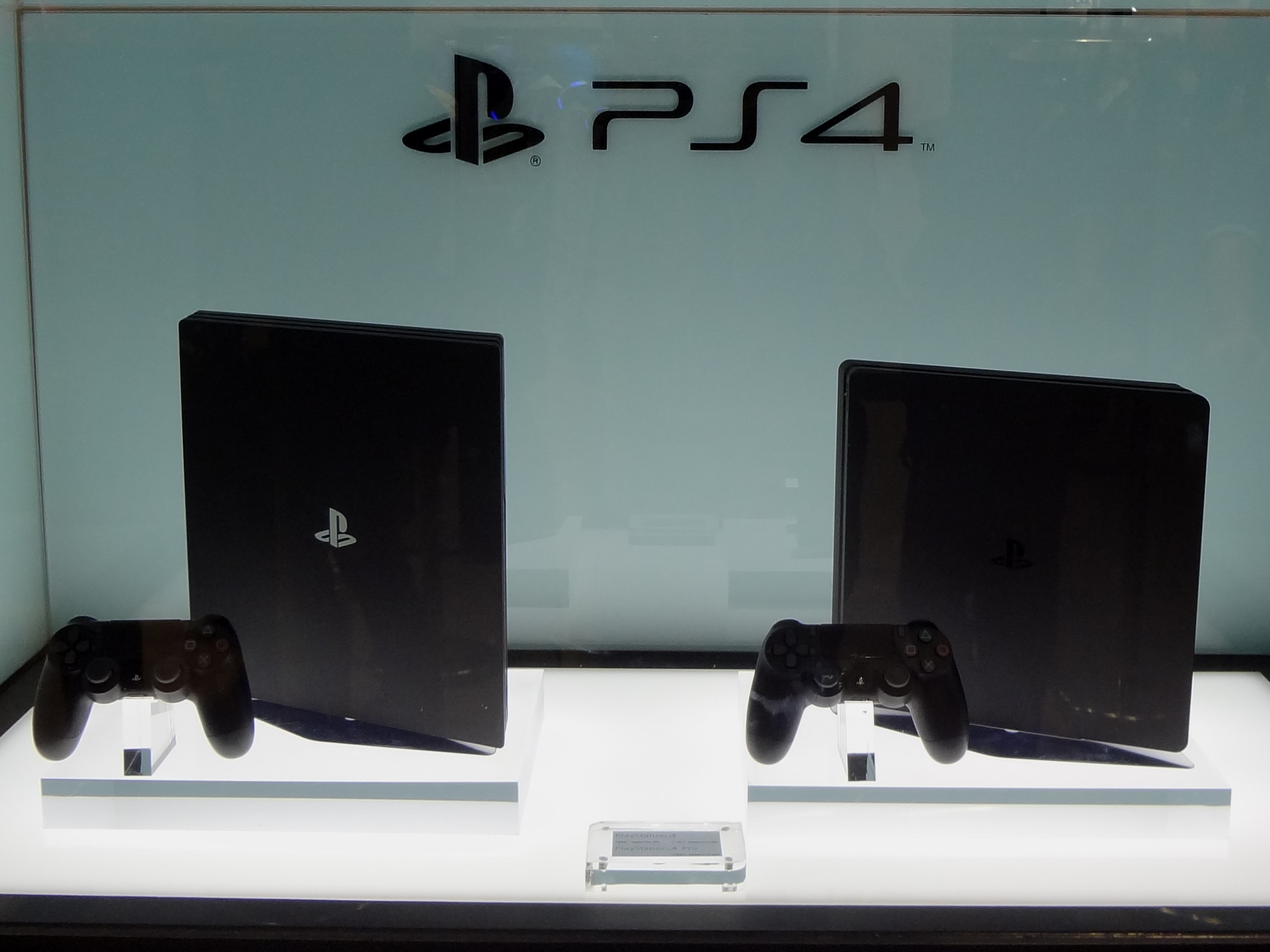
PlayStation 4 Pro і PlayStation 4 Slim

7 вересня 2016 року Sony анонсувала нову версію PlayStation 4, номер моделі CUH-2000, відома під назвою PlayStation 4 Slim. Це ревізія PS4 з меншим форм-фактором; вона має закруглений корпус з матовою поверхнею, і на 40 % менша за розміром, ніж оригінальна модель. Два порти USB на передній панелі мають більший проміжок між собою, а оптичний аудіо-порт був вилучений. Вона була випущена 15 вересня 2016 року з HDD на 500 ГБ за тією ж ціною, що і оригінальна версія PlayStation 4. 18 квітня 2017 року Sony оголосили, що вони замінили базову модель 500 Гб на нову версію з 1 ТБ пам'яті, без змін у ціні.

#### PlayStation 4 Pro
PlayStation 4 Pro (під кодовою назвою Neo) була анонсована 7 вересня 2016 року, і випущена в усьому світі 10 листопада 2016 року. Назва її ревізії — CUH-7000. Це оновлена версія PlayStation 4 з поліпшеними характеристиками, щоб забезпечити 4K рендеринг та покращену продуктивність шолома віртуальної реальності PlayStation VR. Включає в себе оновлений графічний процесор на 4,2 терафлопс з апаратною підтримкою шахового рендерингу і більшу частоту процесора. PS4 Pro також включає в себе 1 Гб додаткової пам'яті DDR3, яка використовується процесами, які працюють у фоновому режимі, що дозволяє іграм використовувати додаткові 512 МБ пам'яті GDDR5 консолі. Ігри, позначені як PS4 Pro Enhanced, мають на PS4 Pro підвищену якість графіки, роздільну здатність та підтримку HDR. Незважаючи на здатність відтворювати потокове відео в 4K, PS4 Pro не підтримує Ultra HD Blu-ray.
Ігри рендеряться до 4K за допомогою різних методів візуалізації та апаратних функцій; технічний директор PlayStation Марк Черні пояснив, що Sony не може застосувати нативне 4K без шкоди для форм-фактора та вартості. Найголовнішою технологією є шаховий рендеринг, в якій консоль виводить лише частини сцен, використовуючи шаблонну схему, а потім використовує алгоритми для заповнення не-рендерингових сегментів. Опісля використовується anti-aliasing фільтр. Герман Хулст з Guerrilla Games пояснив, що PS4 Pro може зробити щось «на програмному рівні так близько до 4K, що ви не зможете побачити різницю».
PS4 Pro підтримує Remote Play, Share Play та стримінг з роздільною здатністю до 1080 пікселів з частотою 60 кадрів на секунду. Знімки екрана 2160p, а також відео 1080p з частотою 30 кадрів на секунду, можуть бути записані за допомогою кнопки Share на контролері.
Наприкінці 2017 року Sony випустила нову версію PS4 Pro (номер моделі CUH-7100), в якій були оновлені внутрішні компоненти. Фактичні апаратні специфікації та продуктивність залишилися такими ж, як оригінальна модель, хоча було встановлено, що консоль має тихіший вентилятор, ніж оригінал (і, як наслідок, працює при вищій температурі під навантаженням, ніж CUH-7000). У жовтні 2018 року Sony випустила чергову ревізію (номер моделі CUH-7200), спочатку в складі бандла з Red Dead Redemption 2. Ревізія має інший блок живлення, який використовує той самий тип шнура, що і модель «Slim», і створює менше шуму.

## Ігри
Ігри для PlayStation 4 поширюються на дисках Blu-Ray Disc і через цифрову дистрибуцію PlayStation Store. Ігри не мають регіонального блокування. Всі вони повинні бути встановлені на жорсткий диск консолі, але користувачі можуть почати грати під час установки, коли завантаження досягає певної точки. Оновлення ігор та програмного забезпечення системи відбувається в фоновому режимі та під час режиму очікування.
На травень 2021 року існує 3189 ігор для цієї приставки. З-поміж них десятку найпопулярніших склали:
- Marvel's Spider-Man
- Grand Theft Auto V
- Uncharted 4: A Thief's End
- Call of Duty: Black Ops 3
- Red Dead Redemption 2
- Call of Duty: WWII
- The Witcher 3: Wild Hunt
- FIFA 18
- The Last of Us Remastered
- God of War[61]

Понад 150 ігор підтримують Playstation VR. PlayStation 4 здатна емулювати деякі ігри для PlayStation 2.
Для PlayStation 4 Pro в 2017 році з'явився режим Boost, який дозволяє старим іграм, що не використовують цілком можливості Pro, працювати швидше і плавніше. В іграх з обмеженням частоти до 30 або 60 кадрів / с продуктивність стає більш однорідною, а в іграх з розблокованою частотою надається значний її приріст, до понад третини. Також деякі ігри запускаються швидше в режимі Boost. Це досягається завдяки роботі центрального і графічного процесора на підвищених частотах, однак може спричиняти нестабільну роботу ігор.

## Відгуки

### Перед релізом
Перед випуском PS4, вона отримала позитивні відгуки від розробників і журналістів. Марк Рейн з Epic Games похвалив посилену архітектуру консолі Sony, назвавши її «феноменальним апаратним забезпеченням». Джон Кармак, програміст і співзасновник студії Id Software, також високо оцінив дизайн, і сказав: «Sony зробили мудрий інженерний вибір», а Ренді Пічфорд з Gearbox Software висловив задоволення обсягом пам'яті в консолі. Eurogamer також назвали графічні можливості PS4 вражаючими та відмітили її перспективи для розробників ігор, порівняно з перешкодами на PlayStation 3.
Численні професіонали галузі розробки відеоігор визнали перевагу PlayStation 4 порівняно з Xbox One. Кілька розробників ігор розповіли про різницю між конкурентами, висловившись на користь PS4. ExtremeTech вважають, що графічний процесор PS4 має «серйозну перевагу» над конкурентами, але через характер крос-платформної розробки ігор, версії ігор для консолей мають схожу графіку. В інших сценаріях дизайнери можуть використати додаткові потужності PS4, щоб збільшити частоту кадрів, або виводити зображення з вищою роздільною здатністю, в результаті чого ігри від власних студій Sony, які повністю використовують апаратне забезпечення, «виглядають набагато краще, ніж на Xbox One».
У відповідь на побоювання, пов'язані з можливістю введення захисту DRM, що перешкоджає перепродажу використаних ігор (і зокрема, початковій політиці DRM Xbox One, яка містила такі обмеження), Джек Треттон прямо заявив під час прес-конференції Sony на E3, що жодних обмежень на перепродаж PS4-ігор на фізичних носіях не буде, а голова виробництва Скот Роуд зазначив, що Sony також планує скасувати їх онлайн перевірку; що ці правила були розроблені таким чином, аби бути зручними для споживачів, надзвичайно зручними для роздрібної торгівлі, та надзвичайно дружелюбними для видавців. Після прес-конференції Sony на E3 2013, IGN позитивно відреагували на ставлення Sony до розробників інді-ігор, заявивши — вони думають, що більшість геймерів погодиться, що, якщо ви турбуєтеся про ігри так, як [Sony], ви купите PlayStation 4. Замінюваний жорсткий диск PlayStation 4 також здобув похвали, про нього говорилося, що це рішення дало консолі ще одну перевагу над Xbox One, до жорсткого диску якої неможливо отримати фізичний доступ.
GameSpot називає PlayStation 4 «вибором гравця для наступного покоління», посилаючись на її ціну, відсутність обмеження управління цифровими правами, і найголовніше, зусилля Sony «визнати своїх споживачів» та «поважати свою аудиторію» як основні фактори.

### Після релізу
Після виходу, PlayStation 4 отримала дуже позитивні відгуки критиків. Скотт Лоу з IGN поставив консолі оцінку 8,2 з 10, схвалюючи конструкцію DualShock 4 та функції соціальної інтеграції. Він критикував відсутність в консолі програмних функцій та недостатнє використання сенсорної панелі DualShock 4. The Gadget Show опублікували аналогічний огляд, відмітивши нові тригери та стіки DualShock 4, на додаток до нової функції віддаленого відтворення, проте критикували недостатню підтримку ЗМІ при запуску. IGN порівнював Xbox One і PlayStation 4 в різних категоріях, дозволяючи своїм читачам голосувати за їх улюблену систему. PS4 виграла в кожній запропонованій категорії, а IGN нагородили PS4 в категорії «People's Choice Award».
Незабаром після запуску стало очевидним, що деякі ігри, випущені на декількох платформах, були доступні в вищій роздільній здатності на PS4, порівняно з Xbox One. Кірк Гамільтон з Kotaku повідомив про відмінності в ранніх іграх, таких як Call of Duty: Ghosts і Assassin's Creed IV: Black Flag, які запускаються в 1080p на PS4, але на Xbox One в 720p і 900p відповідно.

## Ігри з українською локалізацією
Наразі, для консолі наявні три гри з повною українською локалізацією (текст+озвучення), та шість ігор з лише текстовим перекладом.
| Назва гри                            | Локалізація | Локалізація |
| Назва гри                            | Тексту      | Озвучення   |
| ------------------------------------ | ----------- | ----------- |
| The Sinking City                     | Наявна      | Відсутня    |
| Metro 2033                           | Наявна      | Наявна      |
| Metro: Last Light                    | Наявна      | Наявна      |
| Metro Exodus                         | Наявна      | Наявна      |
| Hand of Fate                         | Наявна      | Відсутня    |
| Sherlock Holmes The Devil's Daughter | Наявна      | Відсутня    |
| Among the Sleep                      | Наявна      | Відсутня    |
| Ruiner                               | Наявна      | Відсутня    |
| Trüberbrook                          | Наявна      | Відсутня    |